# ولایت نیمروز
ولایت نیمروز یکی از ۳۴ ولایت افغانستان به مرکزیت شهر زرنج است. نیمروز ششمین ولایت پهناور و سی‌وسومین ولایت پرجمعیت افغانستان است. پهناوری آن ۴۲٫۴۰۹ کیلومتر مربع و جمعیت آن ۱۶۷٫۴۲۵ نفر است. از شمال به ولایت فراه، از شرق به هلمند، از جنوب به پاکستان و از غرب به ایران محدود است. ساکنان آن بر علاوه زبان‌های پشتو و دری، به زبان بلوچی نیز مسلط هستند. میانگین ارتفاع آن ۴۸۷ متر و بلندترین نقطه آن کوه ملک سیاه با ۱۶۳۵ متر بلندی است. نیمروز از ولایت‌های گرمسیر و صحرایی افغانستان است. دلتای رود هلمند، بند کمال خان و دریاچه هامون در این ولایت قرار دارد. نیمرزو ولایت مرزی است و اقتصاد آن بر گمرک زرنج استوار است.
رود هیرمند و دنبال آن خاشرود همراه با شاخه‌های هیرمند به نام‌های رام‌رود و سنارود در این ولایت جریان دارند. دشت مارگو بیشتر مساحت این ولایت را دربر گرفته و گودزره نیز در این ولایت قرار دارد. سه شهر زرنج، چخانسور و چهاربرجک شهرهای اصلی این ولایت هستند و از آبادی‌های مهم آن می‌توان کرودی، میرآباد، قلعهٔ فتح، دشت مارگو، کده، کرکی، قلعه ابراهیم خان سنجرانی و شند را نام برد.

## پیشینه

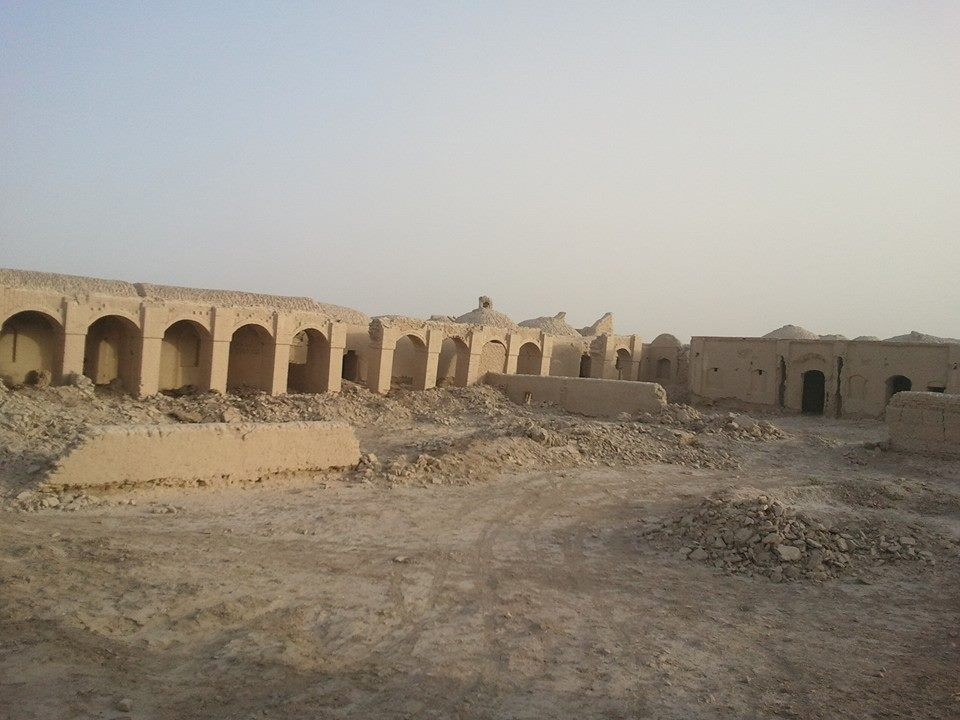

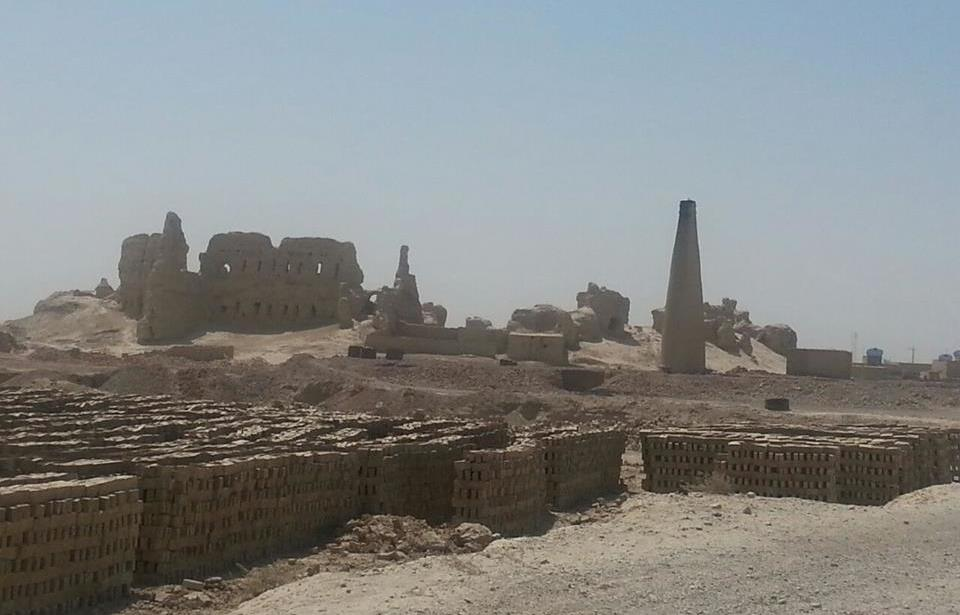
خرابه‌های قلعه محمد

شاهنشاهی ساسانی (ایران‌شهر) در نتیجهٔ اصلاحات اداری قباد یکم و خسرو انوشیروان از ۴ کوست (بخش بزرگ) تشکیل شده بود: خوراسان (شرق یا شمال‌شرق: شامل خراسان، قومس، گرگان، ماوراءالنهر، افغانستان)، خوروران (غرب یا جنوب‌غرب: شامل کرمانشاه، کردستان، لرستان، ایلام، بین‌النهرین، آسیای صغیر)، نیمروز یا پارس (جنوب یا جنوب‌شرق: شامل سیستان، کرمان، پارس، خوزستان، اصفهان، بنادر و جزایر خلیج فارس و دریای عمان، سند، مکران) و آدوربادگان (شمال یا شمال‌غرب: شامل آذربایجان، ارمنستان، گرجستان، اران، دیلم، رویان، تپورستان، ری). کوست‌ها گاهی نام سرزمین عمدهٔ خود را می‌گرفتند؛ از همین‌روی کوست شمالی «آدوربادگان» نام گرفت و کوست نیمروز هم گاهی «پارس» خوانده می‌شد.
نیمروز (یا سیستان) همچنان که در دورهٔ اسلامی یکی از نقاط آباد و زرخیز کشور بوده است، در دوران‌های قبل از اسلام نیز از لحاظ اقتصادی و اجتماعی پیشرفته بوده و توان مندی‌های اقتصادی اش همواره توجه کشورگشایان و فاتحان شرق و غرب را به خود معطوف می‌داشته است. چنان‌که کوروش هخامنشی و اسکندر کبیر و دیگر جهانگشایان برای فتح آن اقدام به لشکرکشی نمودند.
امروز هرکه از گرشک یا لشکرگاه یا از فراه به قصد زرنج مسافرت کند، در طول بیش از ۳۰۰ کیلومتر خرابه‌های شهرهای چون: بست، درتل، هزار جفت، صفار، رام رود، رام شهرستان، شهر غلغله، قلعه تراقون، زاهدان، طاق، پشاوران، پوست گاو، قلعه نیشک، قلعه امیران، قلعه چگینی، قلعه چخانسورک، سورین کلات، قلعه فتح در پهنای آن را مشاهده می‌کند که نشان دهنده این است که یک زمانی بسیار آباد و معمور بوده، شهرهای پر جمعیت داشته و سکنه آن غنی و با ثروت بوده‌اند، شکی نیست که بار دیگر به همان اندازه آباد و معمور بگردد.
باستان شناسان بن آلمان تحت ریاست پروفسور فیشر طی سالهای ۱۹۷۱–۱۹۷۳ میلادی آثار و بقایای تاریخی نیمروز را در منطقه کده، پوست گا و دشت امیران، مورد مطالعه قرار دادند و سرانجام نوشتند که: طی قرون ۱۲–۱۵ میلادی نیمروز و سراسر سیستان از یک کلتور غنی و مدنیت قابل ملاحظه مبنی بر سیستم منظم شبکه‌های آبیاری و کانالهای متعدد و وسیعی ایکه از هیرمند به هر سو کشیده بودند، برخوردار بوده است. طرز ساختمان منازل با استفاده از خشت خام و به شکل گنبدی و بکاربردن خشت‌های بزرگ پخته در تزئینات ساختمانها، با تکنیک‌های مختلف هنری، نمایانگر طرز و روش هنر معماری عنعنوی دوره‌های قبل از اسلام در خراسان و سیستان می‌باشد.
در طول هفتصد (قرن ۷ الی ۱۴ میلادی) سال سیستان یکی از معمورترین نقاط کشور بشمار می‌رفت و از جهت فراوانی تولیدات کشاورزی خود، به «گدام غله آسیا» و از لحاظ عمران و سرسبزی و طراوت نخلستانهایش به «بصرهٔ خراسان» شهرت یافته بود.
بدبختانه سیستان نیز در اثر یورش خانمان‌سوز تیمورلنگ در قرن چهاردهم (۱۳۸۳م) و تخریب بیرحمانه شبکه‌های آبیاری و بندهای آب که بر رودخانه هیرمند قرار داشت، آن را به ویرانه مبدل کرد که این ویرانی شبکه‌های آبیاری نیز تکرار شد و در نتیجه یکی از معمورترین و ثروتمندترین مناطق کشور از عمران افتاد و خراب و خراب‌تر گردید.
در دوره کمال خان و ابراهیم خان سنجرانی که حاکمان نیمروز بودند آثار و قلعه‌های به جا مانده می‌توان به قلعه ابراهیم خان سنجرانی، قلعه غلام دستگیر سنجرانی در چخانسور را می‌توان نام برد.

## جغرافیا

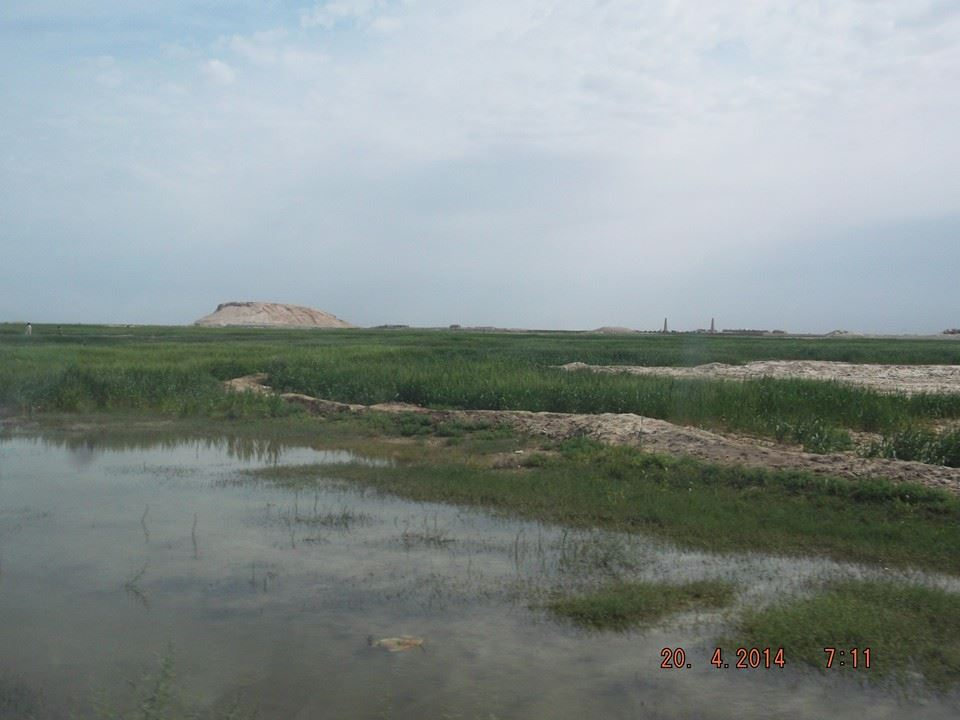
کشتزارهای نیمروز

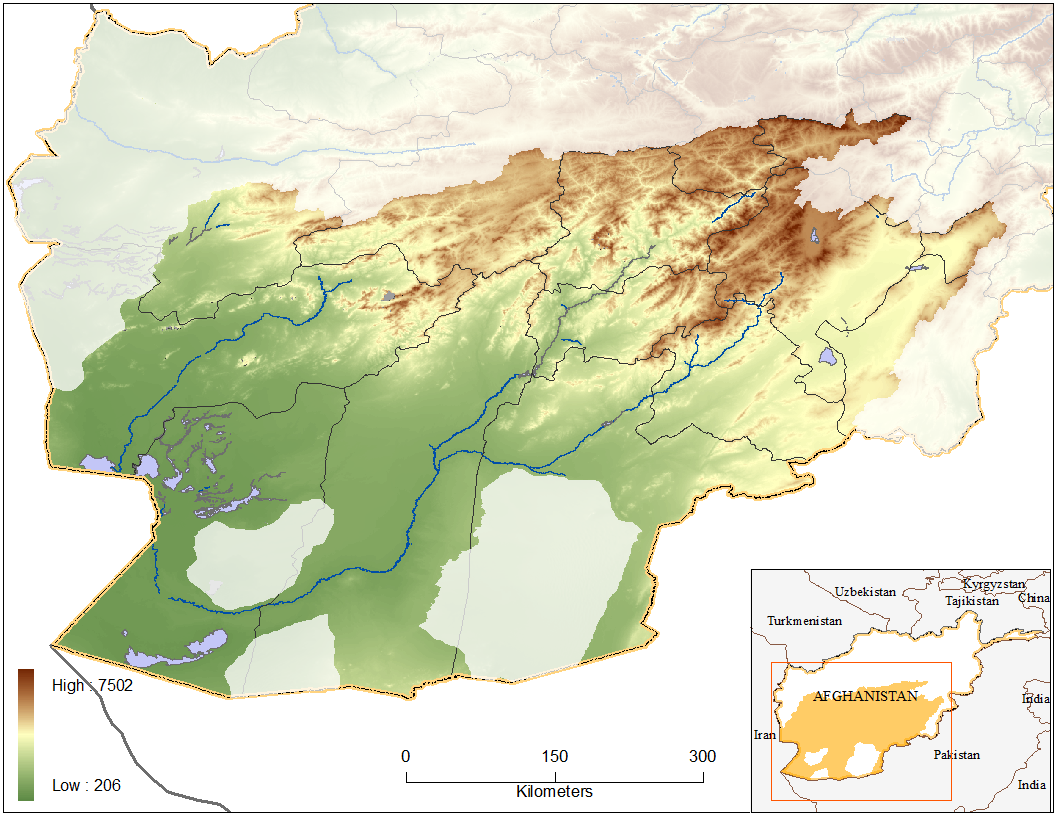
حوضه هیرمند، جنوب غربی افغانستان

نیمروز ولایتی پهناور است با جمعیت کم و طبیعتی خشن و فقیر که از دشت‌ها و بیابان‌های وسیع و خشک تشکیل شده است. تنها نقاطی از این ولایت مسکونی بوده و جمعیت‌هایی را در خود جای داده است که در مسیر رود هلمند در جنوب و خاشرود در شمال قرار گرفته‌اند. مراکز سه ولسوالی این ولایت یعنی چهار برجک، چخانسور و خاشرود در حقیقت آبادی‌هایی هستند که اولی در مسیر رود هلمند و دوتای دیگر در مسیر خاشرود واقع شده‌اند.
شهر زرنج مرکز ولایت نیمروز شهری مرزی است و درست در جایی قرار گرفته که هلمند مرز مشترک ایران و افغانستان محسوب می‌گردد و همچنان نقطهٔ نهایی جریان هلمند یعنی جایی است که ریگستان‌های عظیم، هلمند را در خود می‌بلعد و در فصل‌های خشک آب هلمند حتی به این مناطق هم نمی‌رسد. زرنج مرکز نیمروز است. دومین شهر مهم ولایت نیمروز شهرچهاربرجک می‌باشد که کاملاً بلوچ‌نشین است. منطقهٔ دلارام و مسیر شاهراه کابل- هرات و دلارام به زرنج گاهی دچار ناامنی است.
ابن حوقل در کتاب صورة الارض نقل می‌کند که مردم سیستان برای دفع ریگ‌های روان از شهر زرنج گردباد می‌ساختند و ریگ را از یک جای به جای دیگر طوری منتقل می‌کردند که به زمین مجاور آسیبی نمی‌رسید. او می‌نویسد:
در سیستان بادهای سخت مداوم می‌وزد به همین سبب در آنجا آسیاب‌های بادی برای آرد گندم به مردم ساخته‌اند. این بادها ریگ‌ها را از جایی به جایی دیگر می‌برند و مردم آنجا با استفاده از تجارب گذشتگان که بر پایه دانش هندسه استوار است سرزمین خودرا از خطر ریگ روان نگه می‌دارند. و من شنیدم که در آنجا اگر بخواهند ریگ را از جایی به جای دیگر منتقل کنند، در نزدیک ریگ تپه و دیوارهای چوبی تعبیه می‌کنند و در پایین آن دری قرار می‌دهند. باد از آنجا داخل شده و آن در را می‌پراند و در بالای آن چون گردبادی می‌سازد و ریگ را به جای که منظور ایشان است منتقل می‌کنند.— صورة الارض

## اقتصاد

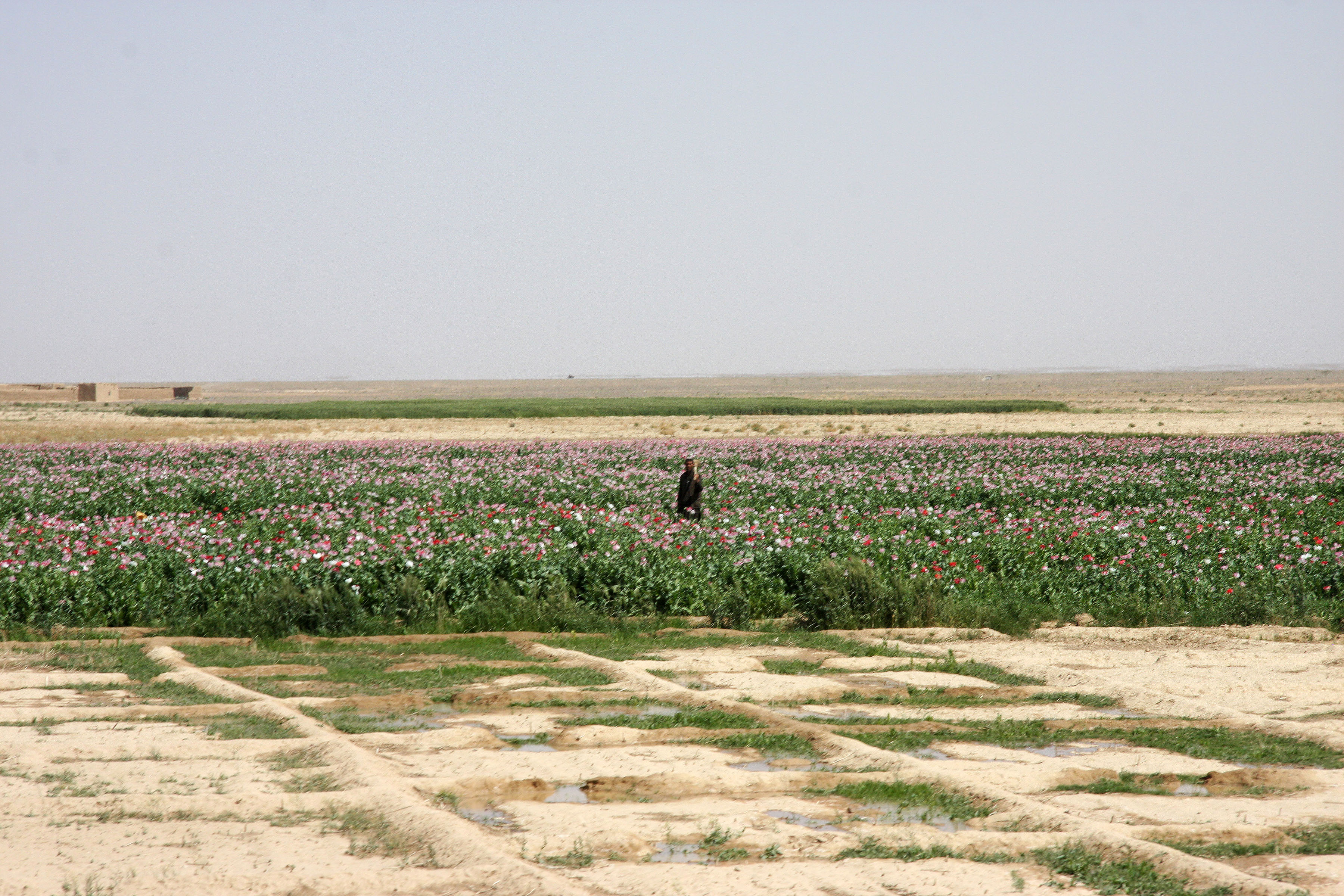
منطقه کشاورزی دلارام، ولسوالی خاش‌رود

### تجارت
اقتصاد نیمروز متکی به دادوستدهای مرزی است و در این میان تجارت کالا و ترانزیت آن، قاچاق مواد مخدر و کالا و نیز قاچاق انسان درآمدهای زیادی را به این ولایت وارد می‌کند. مهاجرین اقتصادی افغانستان نیز از طریق نیمروز وارد ایران می‌شوند.

### زراعت
ریاست زراعت، آبیاری و مالداری ولایت نیمروز، در سال مالی ۱۳۹۹، بیست کشمش خانه عصری و ۱۵ ذخیره‌گاه پیاز در مرکز و ولسوالی‌های چهاربرجک، چخانسور و خاش‌رود از طریق برنامه مدیریت محصولات زراعتی با ده درصد سهم دهقانان ساخته است که کار ۳۵ زیربنای متذکره تکمیل شده و به بهره‌برداری سپرده شده است. آمریت امور زراعتی نیمروز نیز ۳۰ هکتار باغ میوه و ۵۰ هکتار باغ کهنه را احیای مجدد کرده است و پنج هکتار باغ تجارتی خرما در زرنج مرکز ولایت و ولسوالی چهاربرجک احداث نموده است. همچنان قرار است این ریاست ۵۰۰۰ هزار نهال مثمر و غیر مثمر را در ساحه بند کمال خان ۵۰۰۰ نهال در پارک زرنج و ۱۰۰۰ نهال در اطراف فرودگاه این ولایت غرس نماید.
- هندوانه و خربزه

ولایت نیمروز در سال ۱۳۹۹ از ۴۰ هزارهکتار زمین بالغ بر ۱ میلیون تُن تربوز و ۵۰۰ هزارتُن خربوزه برداشت کرده است که در تاریخ کشاورزی آن به عنوان رکورد ثبت گردیده و به پیمانه وسیع به دیگر ولایات و کشورهای همسایه صادر گردیده است.
صنایع دستی
از جمله صنایع دستی در ولایت نیمروز به فرش بلوچی و سوزن دوزی بلوچی که توسط بلوچ‌های افغانستان عرضه می‌شود می‌توان نام برد.

## مردم
NSIA جمعیت استان نیمروز را تقریباً ۱۸۶۹۶۳ نفر اعلام کرده است. این تخمین شامل شمار زیادی عشایر کوچی است که به صورت فصلی در استان سکونت دارند و ساکنان بومی. این تنها استان افغانستان است که گروه قومی بلوچ در آن اکثریت را تشکیل می‌دهند. پس از بلوچ‌ها پشتون‌ها، براهویی‌ها، تاجیک‌ها، ازبک‌ها و هزاره‌ها قرار دارند. اقوام پشتون بیشتر بارکزی و نورزی هستند. تقریباً همه ساکنان به جز هزاره‌ها از اسلام سنی پیروی می‌کنند. زبان‌های رایج در این ولایت بلوچی، پشتو، دری است.
از زمان تقسیم سیستان (نیمروز) تا یکصد سال بعد افغانستان به سبب اختلافات خود با ایران بر سر استفاده از آب رودخانه هیرمند، هیچگونه پروژه زراعتی در این ساحه روی دست نگرفت و بالنتیجه بخش‌های بیشتری از زمین‌های زراعتی خاره گردید و عده زیادی از مردم از نیمروز مجبور به مهاجرت به ایران در منطقه ترکمن صحرا (استان گلستان ایران) شدند و با عرضه نیروی کار خود صحراها و باتلاق‌های شمال ایران را به کشتزارهای سرسبز و پنبه زارهای شگفتی آور مبدل کرده‌اند.
تعدادی از بلوچ‌ها در دوران جنگ شوروی در افغانستان از منطقه چخانسور واقع در استان نیمروز افغانستان به ترکمنستان مهاجرت کردند.

### جمعیت بر پایه منطقه
| منطقه            | مرکز         | جمعیت  | مساحت      | شمار روستاها قومیتها                         |
| ---------------- | ------------ | ------ | ---------- | -------------------------------------------- |
| ولسوالی چهاربرجک | چهاربرجک     | ۲۹٬۸۹۳ | 21,864 km2 | ۶۵ روستا. پشتون‌ها ۱٪، براهویی۱۰٪، بلوچ‌ها ۸۹٪ |
| ولسوالی چخانسور  | چخانسور      | ۲۶٬۸۳۷ | 9,699 km2  | ۱۶۰ روستا. پشتون‌ها ۲۳٪ بلوچ‌ها ۷۵٪            |
| ولسوالی کنگ      |              | ۲۵٬۳۷۶ | 1,250 km2  | ۱۱۹ روستا. پشتون‌ها ۲۰٪ بلوچ۸۰٪               |
| ولسوالی خاش‌رود   | خاش (نیمروز) | ۳۶٬۱۳۸ | 5,766 km2  | ۶۳ روستا. ۷۰٪ بلوچ ۳۰٪ پشتون                 |
| ولسوالی زرنج     | زرنج         | ۶۵٬۳۱۰ | 755 km2    | ۲۴۲ روستا. ۳۴٪ پشتون‌ها ۴۴٪بلوچ‌ها، ۲۲٪تاجیک   |

## فرهنگ
فعالیت‌های فرهنگی نیز در این ولایت دیده می‌شود، با آنکه هیچ روزنامه‌ای در ولایت نیمروز وجود ندارد، اما رسانه‌های دیگری فعال هستند. رادیو تلویزیون ملی در این ولایت فعالیت دارد و علاوه بر آن برنامه‌های تعدادی رسانه‌های دیگر شنیده می‌شود.
تلویزیون ملی نیز در این ولایت دیده می‌شود. همچنان برنامه‌های رادیوی آرمان، آریانا و نوا در این ولایت قابل شنیدن است و یک رادیو محلی به نام صدای دوست در این ولایت فعال است. یک تعداد نهادهای اجتماعی نیز در این ولایت فعالیت دارد که نشست‌های فرهنگی دارد.
از این جمله به نام‌های اتحادیهٔ شعرا و نویسندگان جوان نیمروز و انجمن فرهنگی خانه بلوچ، می‌باشد. مراسم میلاد النبی، مشاعره‌های مناسبتی در این ولایت تجلیل می‌شود. همچنان تعدادی رسانه‌های چاپی چون صدای نیمروز، نیمروز و مجلهٔ مذهبی موسوم به علم و بیان نیز چاپ می‌شود.

## آموزش
به اساس معلومات (آمار) ریاست معارف (آموزش و پرورش) نیمروز، دراین ولایت ۸۶ هزار تن شاگرد در ۲۵۰ مکتب درس می‌خوانند. افزون بر مکتب‌های این ولایت، ۵ لیسهٔ زراعتی (کارودانش کشاورزی) و تخنیکی (فنی و حرفه ای) نیز در مرکز و ولسوالی‌های نیمروز فعالیت دارند. شمار مدارس دینی خصوصی این ولایت به ۲۰ باب می‌رسد که شاگردان دختر و پسر مشغول فراگیری آموزش‌های دینی در آن می‌باشند.

## مشاهیر

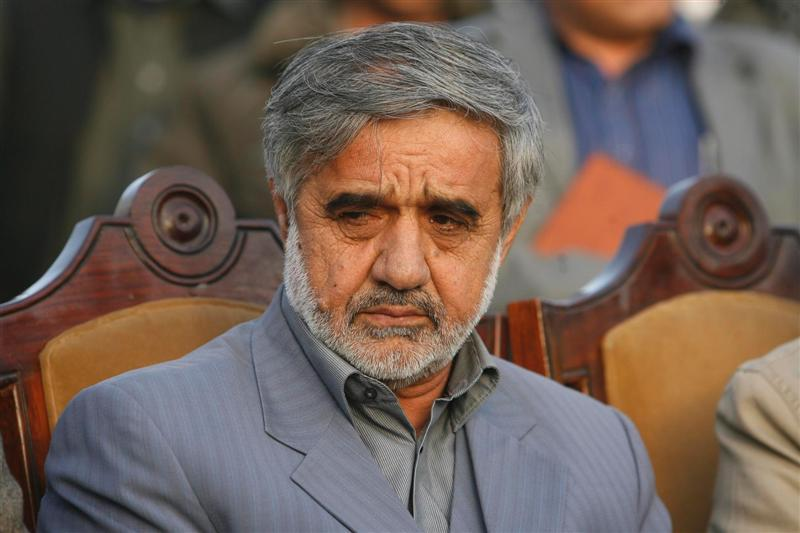
ژنرال عبدالکریم براهویی رهبر جبهه جهاد و مقاومت و از سرداران مشهور نیمروز

یعقوب لیث صفاری، ابراهیم خان سنجرانی، وکیل دوست محمد خان، حاجی شیرجان ارباب، حاجی علیم خان شورو، حاجی کریم براهویی، حاجی غفور زوری، عبدالجبار پردلی، حاجی ملنگ رسولی، حاجی دکتر دستگیر آزاد، حاجی نبی براهوی، عبدالرحمن پهوال، حاجی محمدعظیم ازبگزهی، حاجی رئیس غلام رسول ایوبی، دکتر غلام محمد لعلزاد بلوچ، رئیس جمعه خان غلجایی فرخی سیستانی، ابوداوود سجستانی، کاندید اکادمیسن محمداعظم سیستانی، عبدالبصیر بلوچ، استاد غلام دستگیری (پیام)، استاد عبدالقادر بها، استاد نظام الدین شمس، عبدالقدیر انوری، وحید الله خیرزاد، شرف الدین شمس و عبدالغفور مراد در جمله مشاهیر و شعرا معاصر این ولایت شمرده می‌شود.

## تقسیمات اداری
- چَخانسور
- چهاربُرجک
- خاش‌رود
- زَرَنج
- کَنگ